# 岩正興致
岩正興致（いわまさおきむね）は、戦国時代の武将。大内氏に仕えたのち、毛利元就のもとで奉行人を務める。

## 生涯

### 岩正氏について
岩正氏の出自は不明である。初出と思われるのは、享禄3年（1531年）10月14日付の「松崎天満宮遷宮神馬到来注文」にて、岩正次郎四郎なる者が他の大内家被官と共に神馬一疋を寄進していることである。
その後は次郎四郎は史料上に現れないが、天文18年（1549年）の毛利元就の山口下向時には、3月27日、岩正宮内丞が元就を饗応しており、また同年12月26日には、相良武任・仁保隆慰が杉但馬守・岩正宮内丞・岡崎十郎に対して、周防国吉敷郡の正寿寺と長門国厚東郡の浄名寺が「申結」んだ同国際波村内串山野境目について、両寺に（義隆が）尋ねられたところ落着したことを、正寿院に対し奉書を発給したので、今後もこの旨を以て「申談」ずべきことが肝要であることを伝える連署書状が発給されている。

### 興致の登場
興致はその諱に見える通り、「興」字は義興からの偏諱だと思われる。その後も義興・義隆に仕えたと思われるが、その間については詳細不明であり、上記の同名次郎四郎・宮内丞とは親族に当たると思うが、どう関係しているのかも見いだせない。義長期での動向も不詳であり、その名が確認されるのは、毛利氏の防長計略後である。
計略後、毛利氏の奉行人として、桂元忠、赤川元保、児玉就忠、国司元相、粟屋元親ら五奉行、及び飯田興秀、波多野興滋、吉田興種、小原隆言、河屋隆通、仁保隆慰、弘中賢郷、大庭賢兼ら旧大内氏奉行人と共に連署奉書・書状を発給している。
弘治3年（1557年）8月ごろから度々の発給があり、同月9日、同月11日、同月16日、同月17日、同月18日、同月20日、同月21日、同月22日、同月23日、同月24日、9月25日、同月27日、10月17日、同月23日、11月7日、同月14日、同月17日、翌年4年（1558年）8月11日が確認される。
また、弘治3～4年頃とされる、氏名未詳の書状より、吉田奉行と山口奉行との対立による領国支配の弊害を憂う人物に波多野興滋と共に解決策を提示している。このことから、興致ら旧大内氏奉行人らに高い領国支配の見識があったとされている。
他としては、永禄3年（1560年）2月13日に山口奉行市川経好と共に杉松千代丸に対して、鬮により氷上山興隆寺修二月会大頭役に決まったため、先例を守り（役目を）遂げるよう命じる連署奉書を発給している。
また、元亀2年の2月21日、興致は仁保隆慰・小原隆言・波多野興滋・弘中賢俊・市川経好と共に栗林祷印の抱える公事町役と壺役を免除する旨の奉書を発給しているが、実際には興滋は永禄2年に門司城にて討ち死にしていることから、この連署奉書は同2年以前の発給と考えられる。

### 興致と長門一宮・二宮
また、興致は遡って弘治4年2月14日付で長門国一宮、二宮の「国衙在庁富成社職」に富成隆助を補任する旨の補任状を与えており、永禄2年（1559年）には一宮・二宮の「神事行事」役武久季能ヵへ大夫介役を補任する旨の補任状を発給している。このことから、興致は住吉・忌宮両社とも関係を見出せる。

### 興致の活動の終焉
この後、興致自身の活動見出せないが、永禄7年（1564年）には、毛利元就が万福寺周定に対して豊筑矢方入目として寺領を貸してもらっているため、その替え地として、興致の先知行地長門国豊西郡横野妙光寺を宛行っており、同9年（1566年）4月20日には、元就は国司雅楽允就信に対して、興致と直接関係あるかは分からないが、「岩正先給」周防国吉敷郡湯田之内米9石足、同郡同給讃井内代57貫、伊勢門前の同郡同給内代2貫400文を宛行っている。
これ以後、岩正氏及び興致に関連する史料は知られない。